# Chop Suey!
«Chop Suey!» (с англ. — «Китайское рагу!») — первый сингл группы System of a Down с альбома Toxicity. Сингл был выпущен в августе 2001 года и был номинирован на премию «Грэмми». Рабочим заголовком песни был «Suicide» (с англ. — «Самоубийство»); участники группы утверждают, что последующее изменение названия не было вызвано давлением на них со стороны звукозаписывающей компании. Слова «Пишем „Suicide“» остались звучать на первых секундах песни, хотя и не во всех версиях альбома. Песня включена в видеоигры Rock Band 2 и Rock Band Unplugged.

## Видео
Видео, снятое режиссёром Маркосом Сьегой, составлено из записи с двух живых концертов группы. В клипе используется компьютерная технология, которая создаёт эффект того, что участники группы как бы проходят сквозь друг друга. Видео также использует методику SnorriCam — актёру прикрепляют камеру с ремнём безопасности; эта методика заставляет фон двигаться, при этом актёр находится в статичном положении. В середине видео можно увидеть флаг Республики Армения.
28 ноября 2020 года видеоклип преодолел отметку в миллиард просмотров на видеохостинге YouTube.

## Позиция в чартах
«Chop Suey!» имел умеренный успех на чартах во всём мире. В Австралии он занял позицию номер три на Triple J Hottest 100, фактически без всякой трансляции по коммерческому радио, дебютировал и достиг максимальной позиции номер четырнадцать в феврале 2002 года. В UK Singles Chart песня дебютировала и достигла максимальной позиции номер семнадцать.

## Значение
В марте 2023 года группа авторов американского издания Rolling Stone включила «Chop Suey!» в список «100 величайших хеви-метал песен всех времён». В этом рейтинге она заняла 37-ю позицию, заметку о ней составил Джей Ди Консидайн. Онлайн-журнал Loudwire включил песню в свой список «Лучшие хард-рок песни 21 века», где она заняла первое место.

## Список композиций
| №  | Название                            | Текст песни     | Музыка           | Длительность |
| -- | ----------------------------------- | --------------- | ---------------- | ------------ |
| 1. | «Chop Suey!»                        | Tанкян, Mалакян | Mалакян          | 3:31         |
| 2. | «Johnny (Джонни)»                   | Tанкян          | Tанкян           | 2:07         |
| 3. | «Sugar (Сахар)» (Концертная запись) | Tанкян          | Одаджян, Mалакян | 2:27         |
| 4. | «War? (Война?)» (Концертная запись) | Tанкян          | Mалакян          | 2:48         |

| №  | Название                           | Текст песни     | Музыка                   | Длительность |
| -- | ---------------------------------- | --------------- | ------------------------ | ------------ |
| 1. | «Chop Suey!»                       | Tанкян, Mалакян | Mалакян                  | 3:30         |
| 2. | «Johnny»                           | Tанкян          | Tанкян                   | 2:07         |
| 3. | «Know (Знать)» (Концертная запись) | Tанкян          | Одаджян, Mалакян, Tанкян | 3:04         |

| №  | Название                   | Текст песни     | Музыка                   | Длительность |
| -- | -------------------------- | --------------- | ------------------------ | ------------ |
| 1. | «Chop Suey!»               | Tанкян, Mалакян | Mалакян                  | 3:30         |
| 2. | «Johnny»                   | Tанкян          | Tанкян                   | 2:08         |
| 3. | «Know» (Концертная запись) | Tанкян          | Одаджян, Mалакян, Tанкян | 2:55         |

| №  | Название                    | Текст песни     | Музыка           | Длительность |
| -- | --------------------------- | --------------- | ---------------- | ------------ |
| 1. | «Chop Suey!»                | Tанкян, Mалакян | Mалакян          | 3:31         |
| 2. | «Sugar» (Концертная запись) | Tанкян          | Одаджян, Mалакян | 2:27         |
| 3. | «War?» (Концертная запись)  | Tанкян          | Mалакян          | 2:47         |
| 4. | «Chop Suey!» (Клип)         | Tанкян, Mалакян | Mалакян          | 3:27         |

| №  | Название     | Текст песни     | Музыка  | Длительность |
| -- | ------------ | --------------- | ------- | ------------ |
| 1. | «Chop Suey!» | Tанкян, Mалакян | Mалакян | 3:30         |
| 2. | «Johnny»     | Tанкян          | Tанкян  | 2:08         |